# Федлимид мак Тигернайг

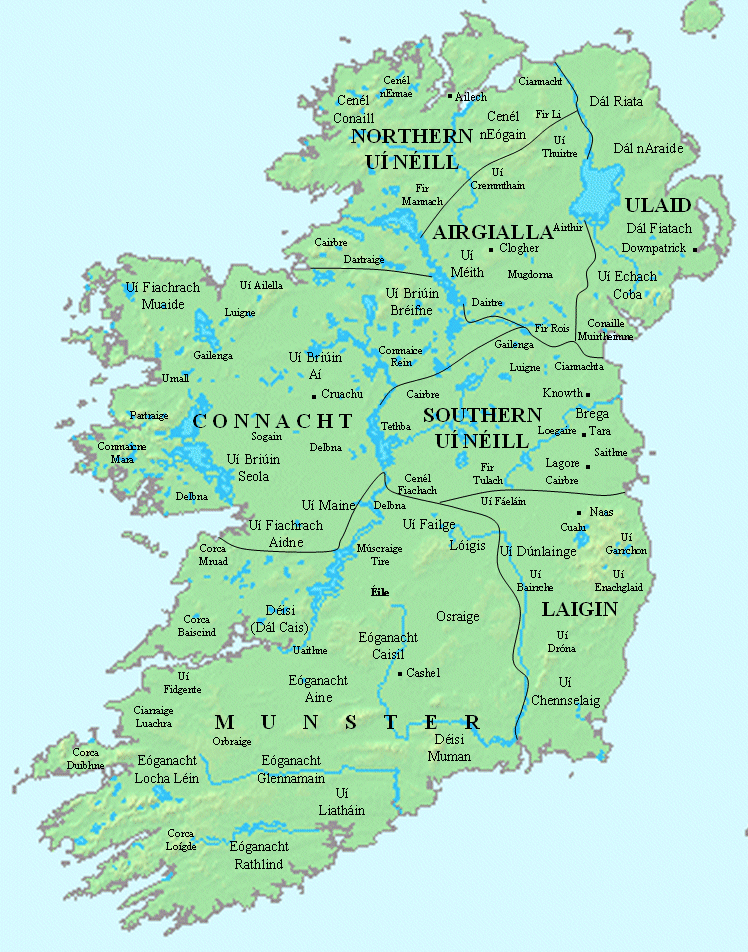
Ирландия в Раннее Средневековье

Федлимид мак Тигернайг (др.‑ирл. Feidlimid mac Tigernaig; умер в 590 или 593) — король Мунстера (583—590/593) из рода Ратлендских Эоганахтов.

## Биография
Федлимид был сыном Тигернаха мак Аэдо и принадлежал к септу Кенел Аэда. Он был потомком в шестом поколении Коналла Корка, жившего на рубеже IV—V веков первого исторически достоверного правителя Мунстера. Владения семьи Федлимида находились в долинах рек Ли и Бриде, доходя на западе до Корк-Харбора. По археологическим данным, правители Ратлендских Эоганахтов VI века владели по крайней мере двумя большими укреплениями — крепостями Гарранес (в южной части современного графства Корк) и Карн Тигернах. Последняя из крепостей, возможно, получила своё название в честь Тигернаха, отца Федлимида.
Согласно ирландским анналам и «Лейнстерской книге», Федлимид мак Тигернайг правил Мунстером в 580-х—590-х годах. В этих средневековых исторических источниках он назван преемником погибшего в 583 году короля Фергуса Раздора из рода Эоганахтов из Айртир Хлиах. В ирландской саге «История обнаружения Кашела» также упоминается о королевском сане Федлимида мак Тигернайга: здесь его правление помещено между правлениями Кайрпре Кромма и Файльбе Фланна. Согласно средневековым источникам, ни один из предков Федлимида вплоть до Коналла Корка не владел мунстерским престолом. В то же время в трактате «Laud Synchronisms» правителем Мунстера того времени, наследовавшим Фергусу Раздору, назван Федлимид мак Кайрпри Круймм из Глендамнахских (Глендамайнских) Эоганахтов. Предполагается, что сведения о владении Федлимидом мак Кайрпри Круйммом престолом Мунстера могут быть малодостоверными свидетельствами позднейших ирландских авторов, находившихся под покровительством членов рода Глендамнахских Эоганахтов.
О правлении Федлимида мак Тигернайга известно не очень много. Для обоснования своих прав на престол Мунстера он женился на Кумман, вдове одного из предыдущих королей Кайрпре Кромма. В «Истории обнаружения Кашела» упоминается о запрете для Ратлендских Эоганахтов входить в королевскую резиденцию на Кашелской скале: «Любой потомок Эху, хоть он и может быть королём всего Мунстера, не пойдёт в Кашел». Якобы именно поэтому Федлимид построил около Кэра земляную крепость Бодумбир, ставшую его столицей. Возможно, это предание является свидетельством того, что власть Федлимида мак Тигернайга не распространялась на всю территорию Мунстера, и что в то время за престол королевства боролись несколько представителей различных ветвей рода Эоганахтов.
О смерти Федлимида мак Тигернайга в анналах сообщается в записях о событиях разных лет, начиная с 586 и заканчивая 593 годом. Самая ранняя из датировок — в «Анналах четырёх мастеров», самая поздняя — в «Анналах Инишфаллена». Вероятно, наиболее достоверны свидетельства, относящие кончину этого монарха к 590 или 593 году. Следующими правителями Мунстера, известными из исторических источников, были братья Гарбан мак Эндай и Амалгайд мак Эндай из рода Эоганахтов из Айне, впервые упоминающиеся в этом качестве в 596 году.
Федлимид мак Тигернайг — один из трёх королей Мунстера, принадлежавших к Ратлендским Эоганахтам. Следующим после Федлимида владельцем мунстерского престола из этого рода был его дальний родственник Дуб-да-Байренн мак Домнайлл, правивший в 957—959 годах.
В средневековых генеалогиях упоминается, что у Федлимида мак Тигернайга был сын Фергус. К Федлимиду возводили своё происхождение члены мунстерского септа Кенн Фаэлад.